# Sonny West (attore)
Delbert Bryant West Jr., noto come Sonny West (Memphis, 5 luglio 1938 – Hendersonville, 24 maggio 2017), è stato un attore, stuntman e bodyguard statunitense.
Noto principalmente per essere stato amico e guardia del corpo del cantante di rock and roll Elvis Presley, insieme al cugino Red West, per un periodo di sedici anni, facendo parte dell'entourage di Elvis chiamato "Memphis Mafia".

## Biografia

### Lavorando per Elvis

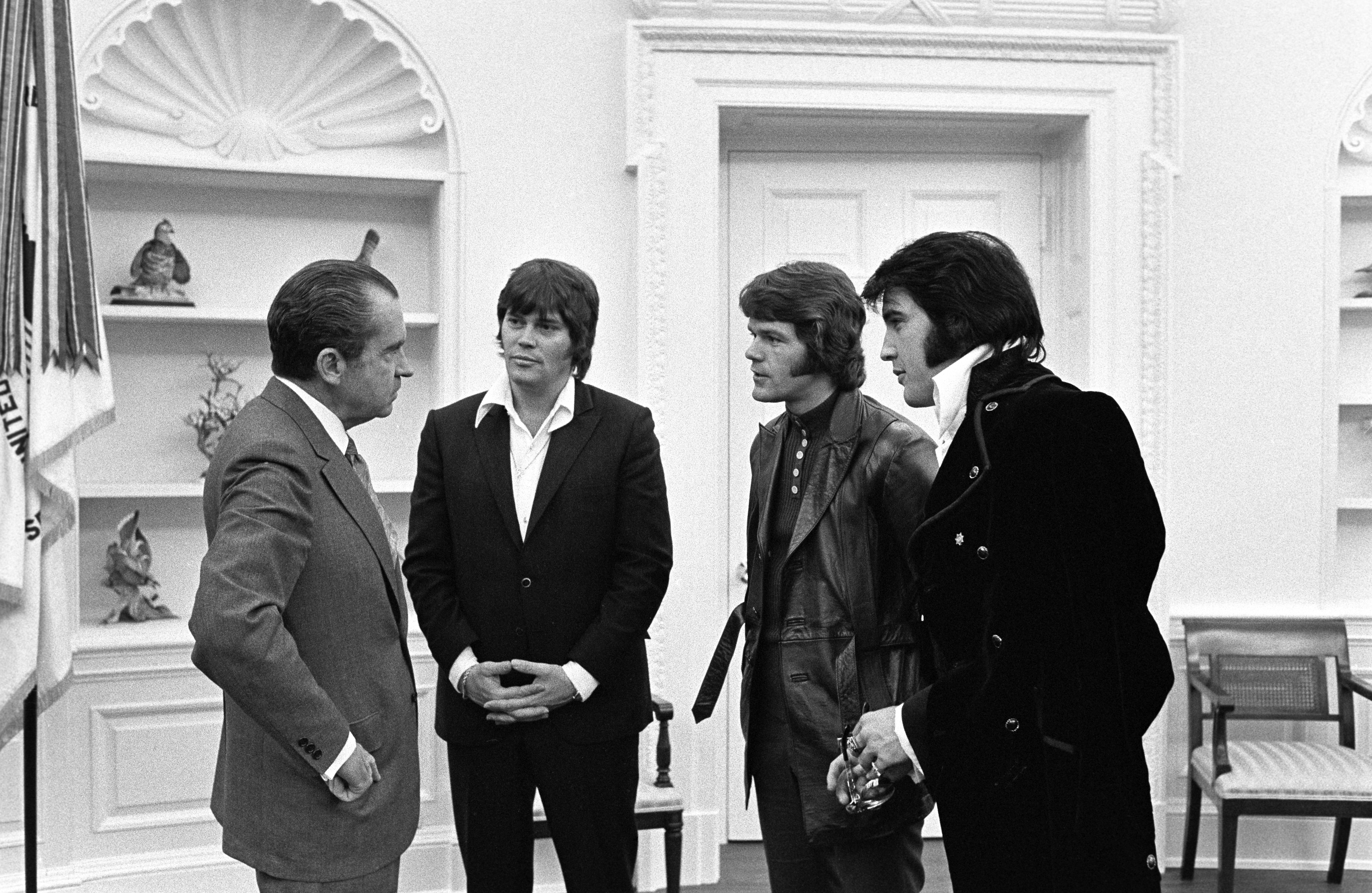
West e Presley con il Presidente Richard Nixon e Jerry Schilling alla Casa Bianca il 21 dicembre 1970

Il cugino di Sonny, Red West, lavorava per Elvis come autista e guardia del corpo dal 1955. Sonny incontrò Elvis nel 1958, e cominciò a lavorare per lui nel 1960 come bodyguard. Nel dicembre 1970 si sposò con Judy Jordan, con Elvis che gli fece da testimone di nozze. Nel luglio 1976 Sonny e Red West oltre a David Hebler furono licenziati dal padre di Elvis, Vernon Presley, in quella che venne descritta come una manovra di riduzione dei costi, ma si diceva che i licenziamenti si fossero resi necessari per colpa delle cause legali contro Presley intentate per i modi troppo "bruschi" utilizzati dai cugini West che avevano causato lesioni ai fan.

### Incontro con Richard Nixon
Il 21 dicembre 1970 Presley, West e Jerry Schilling (altro membro della Memphis Mafia) furono fotografati nello Studio Ovale della Casa Bianca durante un incontro con Richard Nixon.

### Elvis: What Happened?
Nel luglio 1977, tre delle guardie del corpo di Elvis, guidate da West, convocarono una conferenza stampa in coincidenza con l'uscita del loro libro intitolato Elvis: What Happened?, scritto in collaborazione con il giornalista di tabloid Steve Dunleavy. Il libro, a forte impronta scandalistica, svelava al pubblico i problemi dovuti alla dipendenza dai farmaci di Elvis. West e soci sostenevano che il libro fosse più un'amichevole richiesta a Elvis di cambiare il suo comportamento, piuttosto che un semplice espediente per fare soldi. Il libro vendette oltre tre milioni di copie. Presley morì solo due settimane dopo la pubblicazione, contribuendo all'interesse pubblico e alle vendite del libro. Esistono ancora filmati della conferenza stampa originale che promuoveva il libro.

### Carriera come attore
West apparve come comparsa in vari film di Elvis. Durante il periodo trascorso da Sonny a Hollywood con Elvis, egli rimase vicino ai registi e a vari altri membri delle troupe cinematografiche per apprendere le fasi della produzione di un film. Negli anni '60, ebbe alcuni ruoli minori da comprimario, oltre a lavorare come controfigura. Sonny West è apparso nelle seguenti produzioni, a volte con partecipazioni non accreditate.

### Vita dopo Elvis
West e sua moglie diressero una società di compravendita di cavalli arabi. In seguito Sonny si mise a disegnare gioielli. Nel 1982 svolse la funzione di capo della sicurezza per il tour musicale "Salem Country Gold ‘82". West condusse uno show radiofonico locale a Memphis sulla stazione radio WMRO. In anni seguenti, produsse e presentò uno show chiamato Memories of Elvis: An Evening with Sonny West.

### Malattia e morte
Nell'aprile 2012, a West fu diagnosticato un cancro alle tonsille al quarto stadio, che venne trattato con successo, ma si ripresentò in seguito. Successivamente fu colpito anche da tumore ai polmoni, problemi cardiaci e polmonite. Si ricoverò nell'ottobre 2016, e rimase in ospedale fino alla morte sopraggiunta otto mesi dopo il 24 maggio 2017.

## Filmografia

### Come attore
- 1962 - Pugno proibito (Kid Galahad)
- 1966 - The Navy vs. the Night Monsters
- 1967 - Daniel Boone - serie TV
- 1967 - A Matter of Blood (non accreditato)
- 1968 - The Hellcats
- 1968 - Stay Away, Joe
- 1970 - Bigfoot
- 1978 - The Disc Jockey
- 1983 - E.S.P.

### Come stuntman
- 1965 - Avventura in Oriente (Harum Scarum)
- 1965 - Per un pugno di donne (Tickle Me)
- 1968 - Live a Little, Love a Little

## Documentari ed altre apparizioni
West apparve in due documentari di concerti di Elvis Presley quando questi era in vita, e in seguito in molti altri documentari postumi sul cantante, in alcuni casi tramite materiale d'archivio. West rilasciò inoltre molte interviste alla stampa.
- 1970 - Elvis Presley Show (Elvis: That's The Way It Is)
- 1972 - Elvis on Tour
- 1981 - This Is Elvis
- 1999 - Mr. Rock & Roll: Colonel Tom Parker
- 1999 - E! True Hollywood Story: The Last Days of Elvis
- 1999 - Elvis: All The King's Men - Legend Lives On
- 2002 - The Definitive Elvis: Elvis and Priscilla
- 2002 - The Definitive Elvis: Elvis and the Colonel
- 2002 - The Definitive Elvis: The Hollywood Years - Part II
- 2005 - Elvis by the Presleys
- 2007 - Kingdom: Elvis in Vegas
- 2016 - Inside Edition

## Libri
- 1977 - Elvis: What Happened? con Sonny West, Red West e Dave Hebler, a cura di Steve Dunleavy[6]
- 2008 - Elvis: Still Taking Care of Business: Memories and Insights About Elvis Presley From His Friend and Bodyguard Sonny West, con Marshall Terrill[7]